# Ekroninscriptie

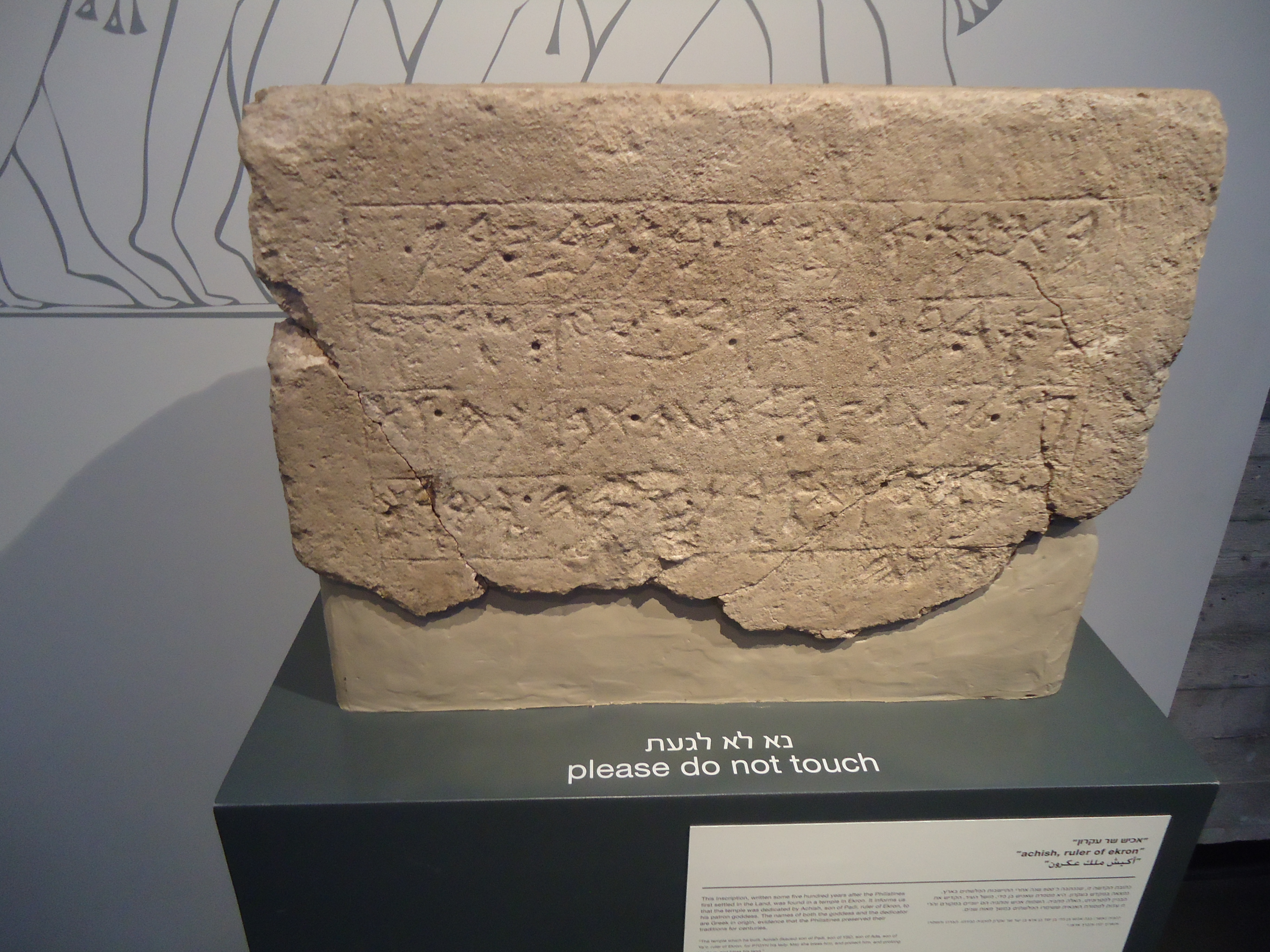
Ekroninscriptie (Israel Museum, Jeruzalem).

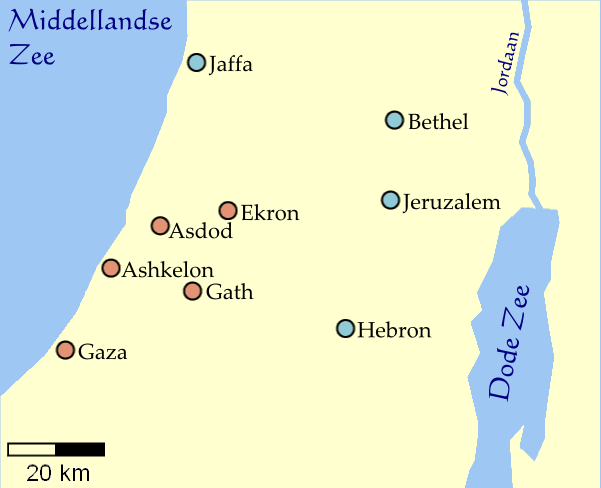
De ligging van Ekron binnen de Filistijnse Pentapolis.

De Ekroninscriptie is een inscriptie die in 1996 is gevonden bij opgravingen in Tel Miqne (Israël), dat in de oudheid bekend was als de Filistijnse stad Ekron. Al langere tijd werd vermoed dat Ekron geïdentificeerd moest worden met Tel Miqne, maar pas sinds de vondst van de Ekron inscriptie is deze identificatie zeker. De inscriptie wordt bewaard in het Israel Museum in Jeruzalem.

## Kenmerken en vindplaats
De inscriptie is gegraveerd in een zandstenen plak van 38 cm hoog en 61 cm breed en is in situ gevonden in een verwoestingslaag die wordt toegeschreven aan de verovering van Ekron door Nebukadnezar II (603 v. Chr.), tussen de resten van een tempelcomplex (Tempelcomplex 650, kamer U). De bouw van de tempel (en daarmee de datering van de inscriptie) wordt gesteld tussen 680 en 665 v. Chr.
In de buurt van het complex is later nog een ostrakon (beschreven scherf) met de inscriptie 'voor Baäl en voor Padi' gevonden.

## Tekst en vertaling
De inscriptie bestaat uit 72 letters, verdeeld over vijf regels, geschreven in het Fenicisch alfabet. De getranslitereerde en vertaalde tekst van de inscriptie luidt:
| 1. | bt.bn.ʾkyš.bn.pdy.bn.       | (het) huis gebouwd (door) Ikausu/Achis, zoon van Padi zoon van |
| 2. | ysd.bn.ʾdʾ.bn.yʿr.šr ʿq     | Yasid, zoon van Ada, zoon van Ya'ir vorst van Ek(-)            |
| 3. | rn.lpt[g/y]nh.ʾdth.tbrkh.wt | ron voor Ptgyh/Ptnyh zijn vrouwe. Moge zij hem zegenen en      |
| 4. | šm[r]h.wtʾrk.ymh.wtbrk.     | beschermen en zijn dagen verlengen en zegenen                  |
| 5. | [ʾ]r(ṣ)h                    | zijn land                                                      |

## Namen en titels
De reconstructie van de namen ʾkyš en pdy als 'Ikausu' en 'Padi' is afgeleid uit Assyrische bronnen, die de namen van deze koningen zo vermelden. Het prisma van Sanherib duidt Padi aan als koning van Ekron in 701. Ikausu wordt vermeld als een van de koningen die in 679 schatting afdroeg aan de Assyriërs en een van de koningen die Assurbanipal vergezelde bij zijn veldtocht naar Egypte (667). De naam ʾkyš kan echter ook worden gelezen als Achis, de naam van verschillende Filistijnse koningen in de Bijbel en in enkele Syrische inscripties, aangezien Ikausu en Achis dezelfde medeklinkers bevatten, maar anders gevocaliseerd zijn. De naam ʾkyš wordt wel in verband gebracht met het Griekse Ἀχαιός 'Achaier, Griek' en zou dan een bevestiging vormen voor de theorie van een Griekse herkomst van de Filistijnen.
De reconstructie van de andere drie koningsnamen is onzeker, omdat in Semitische talen uitsluitend medeklinkers geschreven worden. Namen met dezelfde medeklinkers komen echter voor in de Hebreeuwse Bijbel, waaruit wordt geconcludeerd dat de Filistijnse koningen Semitische namen droegen.
De gebruikte koningstitel šr (vgl. het Hebreeuwse שַׂר 'vorst, overste') is verwant aan het meervoud סְרָנִים sərānîm (verwant aan tyrannos), dat in de Hebreeuwse Bijbel wordt gebruikt om de Filistijnse vorsten aan te duiden.
De naam van de godin die genoemd wordt, wordt getranslitereerd als Ptgyh of Ptnyh. De onduidelijkheid komt voort uit het feit dat de g en de n in het Fenicisch alfabet sterk op elkaar lijken( resp. ). Degenen die Ptgyh translitereren, nemen meestal aan dat een Griekse godin is bedoeld, bijvoorbeeld Gaea. Degenen die Ptnyh translitereren, vatten het woord op als een titel en brengen het in verband met het Oudgriekse πότνια (potnia), dat in het oude Griekenland als aanduiding voor godinnen werd gebruikt. Daarbij neemt men dan aan dat de titel verwijst naar de Kanaänitische godin Asherah, die ook een van de belangrijkste goden van de Filistijnen was.

## Taal
De Ekroninscriptie is tot op heden de enige bewaard gebleven Filistijnse inscriptie en de enige bekende tekst in de Filistijnse taal met volledige zinnen. Uit de morfologie wordt opgemaakt dat het Filistijns verwachtschap vertoont met het Fenicisch. De stijl komt overeen met die van vergelijkbare inscripties uit het Fenicische Byblos.